# Bubanza (comuna)
Bubanza é uma das cinco comunas existentes na província de Bubanza, no Burundi.